# Skedsmo
Skedsmo é uma comuna da Noruega, com 77 km² de área e 40 676 habitantes (censo de 2004).